# Gowen
Gowen es un lugar designado por el censo ubicado en el condado de Latimer en el estado estadounidense de Oklahoma. En el Censo de 2020 tenía una población de 244 habitantes y una densidad poblacional de 26,61 habitantes por km². Fue incluido como CDP en el censo de 2020.

## Geografía
Gowen se encuentra ubicado en las coordenadas 34°52′53″N 95°28′37″O / 34.88139, -95.47694. Según la Oficina del Censo de los Estados Unidos,  tiene una superficie total de 9,17 km², de la cual 9,15 km² corresponden a tierra firme y 0,02 km² a agua.